# Puchar Polski (województwo łódzkie) w piłce nożnej mężczyzn
Puchar Polski w piłce nożnej mężczyzn na szczeblu województwa łódzkiego – cykliczne rozgrywki piłkarskie, organizowane co roku przez Łódzki Związek Piłki Nożnej dla polskich klubów (zarówno amatorskich, jak i profesjonalnych) z województwa łódzkiego. Zdobywca otrzymuje prawo udziału w rozgrywkach o Puchar Polski na szczeblu centralnym w kolejnym sezonie.
W obecnej formie rozgrywki toczone są od sezonu 2000/2001, co było następstwem reformy administracyjnej przeprowadzonej w Polsce w 1999 roku, w ramach której utworzone zostało województwo łódzkie.

## Finały wojewódzkiego Pucharu Polski
| Sezon     | Tytuł | Zwycięzca                     | Pokonany                       | Wynik            | Miejsce              | Źródło |
| --------- | ----- | ----------------------------- | ------------------------------ | ---------------- | -------------------- | ------ |
| 2000/2001 | 1     | Widzew II Łódź                | KS Paradyż                     | 2:0              | Łódź                 | [ 1 ]  |
| 2001/2002 | 1     | Unia Skierniewice             | Start Łódź                     | 5:3 3:3          | Skierniewice Łódź    | [ 2 ]  |
| 2002/2003 | 1     | KS Paradyż                    | Omega Kleszczów                | 1:0 4:0          | Kleszczów Paradyż    | [ 3 ]  |
| 2003/2004 | 1     | Warta Sieradz                 | WKS Wieluń                     | 2:0 2:1          | Wieluń Sieradz       | [ 4 ]  |
| 2004/2005 | 2     | Warta Sieradz                 | Omega Kleszczów                | 2:1 2:3          | Sieradz Kleszczów    | [ 5 ]  |
| 2005/2006 | 1     | Pelikan Łowicz                | Sokół Aleksandrów Łódzki       | 2:0              | Aleksandrów Łódzki   | [ 6 ]  |
| 2006/2007 | 1     | Włókniarz Konstantynów Łódzki | Concordia Piotrków Trybunalski | 2:1 p.d.         | Konstantynów Łódzki  | [ 7 ]  |
| 2007/2008 | 1     | Omega II Kleszczów            | Sokół Aleksandrów Łódzki       | 2:1              | Kleszczów            | [ 8 ]  |
| 2008/2009 | 1     | Omega Kleszczów               | Gatta Zduńska Wola             | 5:0              | Kleszczów            | [ 9 ]  |
| 2009/2010 | 1     | MKS Kutno                     | LKS Kwiatkowice                | 4:0              | Kutno                | [ 10 ] |
| 2010/2011 | 1     | Włókniarz Zelów               | Sokół Aleksandrów Łódzki       | 2:1              | Zelów                | [ 11 ] |
| 2011/2012 | 1     | Sokół Aleksandrów Łódzki      | GKS II Bełchatów               | 2:1              | Ruda-Bugaj           | [ 12 ] |
| 2012/2013 | 1     | Lechia Tomaszów Mazowiecki    | GKS II Bełchatów               | 2:1 p.d.         | Tomaszów Mazowiecki  | [ 13 ] |
| 2013/2014 | 2     | Lechia Tomaszów Mazowiecki    | Widzew II Łódź                 | 3:2              | Tomaszów Mazowiecki  | [ 14 ] |
| 2014/2015 | 1     | Boruta Zgierz                 | Lechia Tomaszów Mazowiecki     | 0:0 (karne: 4:3) | Zgierz               | [ 15 ] |
| 2015/2016 | 3     | Lechia Tomaszów Mazowiecki    | Warta Sieradz                  | 3:2              | Tomaszów Mazowiecki  | [ 16 ] |
| 2016/2017 | 3     | Warta Sieradz                 | Unia Skierniewice              | 2:0              | Aleksandrów Łódzki   | [ 17 ] |
| 2017/2018 | 2     | KS Paradyż                    | Warta Sieradz                  | 3:1              | Sieradz              | [ 18 ] |
| 2018/2019 | 2     | Unia Skierniewice             | Lechia Tomaszów Mazowiecki     | 3:3 (karne: 4:3) | Piotrków Trybunalski | [ 19 ] |
| 2019/2020 | 3     | Unia Skierniewice             | Pelikan Łowicz                 | 3:2              | Kutno                | [ 20 ] |
| 2020/2021 | 4     | Unia Skierniewice             | ŁKS II Łódź                    | 3:1              | Łódź                 | [ 21 ] |
| 2021/2022 | 1     | RKS Radomsko                  | Widzew II Łódź                 | 2:2 (karne: 5:3) | Łódź                 | [ 22 ] |
| 2022/2023 | 5     | Unia Skierniewice             | Lechia Tomaszów Mazowiecki     | 2:1 p.d.         | Łódź                 | [ 23 ] |
| 2023/2024 | 6     | Unia Skierniewice             | Pelikan Łowicz                 | 3:0 p.d.         | Skierniewice         | [ 24 ] |
| 2024/2025 | 4     | Lechia Tomaszów Mazowiecki    | Unia Skierniewice              | 3:2              | Skierniewice         | [ 25 ] |

## Klasyfikacja Według Klubów
| Lp. | Nazwa klubu                    | Zdobywca | Finalista | Lata triumfów                      |
| --- | ------------------------------ | -------- | --------- | ---------------------------------- |
| 1.  | Unia Skierniewice              | 6        | 2         | 2002, 2019, 2020, 2021, 2023, 2024 |
| 2.  | Lechia Tomaszów Mazowiecki     | 4        | 3         | 2013, 2014, 2016, 2025             |
| 3.  | Warta Sieradz                  | 3        | 2         | 2004, 2005, 2017                   |
| 4.  | KS Paradyż                     | 2        | 0         | 2003, 2018                         |
| 5.  | Sokół Aleksandrów Łódzki       | 1        | 3         | 2012                               |
| 6.  | Omega Kleszczów                | 1        | 2         | 2009                               |
| 6.  | Pelikan Łowicz                 | 1        | 2         | 2006                               |
| 6.  | Widzew II Łódź                 | 1        | 2         | 2001                               |
| 9.  | Włókniarz Konstantynów Łódzki  | 1        | 0         | 2007                               |
| 9.  | Omega II Kleszczów             | 1        | 0         | 2008                               |
| 9.  | MKS Kutno                      | 1        | 0         | 2010                               |
| 9.  | Włókniarz Zelów                | 1        | 0         | 2011                               |
| 9.  | Boruta Zgierz                  | 1        | 0         | 2015                               |
| 9.  | RKS Radomsko                   | 1        | 0         | 2022                               |
| 15. | GKS II Bełchatów               | 0        | 2         |                                    |
| 16. | Start Łódź                     | 0        | 1         |                                    |
| 16. | WKS Wieluń                     | 0        | 1         |                                    |
| 16. | Concordia Piotrków Trybunalski | 0        | 1         |                                    |
| 16. | Gatta Zduńska Wola             | 0        | 1         |                                    |
| 16. | LKS Kwiatkowice                | 0        | 1         |                                    |
| 16. | ŁKS II Łódź                    | 0        | 1         |                                    |